# Shi Ping (Politiker)
Shi Ping  (chinesisch 施平, Pinyin Shī píng; * 1. November 1911 in Dayao, Chuxiong, Provinz Yunnan; † 29. Juni 2024 in Shanghai) war ein chinesischer Politiker und Supercentenarian.

## Leben
Shi Ping wuchs in der südchinesischen Provinz Yunnan auf. Nach seinem Schulabschluss absolvierte er eine Ausbildung in der Landwirtschaft. Im Jahr 1938 wurde er Mitglied der Kommunistischen Partei Chinas. Er diente als Soldat im Zweiten Japanisch-Chinesischen Krieg. Nach dem Ende des Zweiten Weltkrieges absolvierte er eine akademische Ausbildung und Laufbahn. Von 1953 bis 1960 war er Vizepräsident der Landwirtschaftsuniversität in Peking. Von 1978 bis 1983 war er Erster Sekretär der Pädagogischen Universität Ostchina. Von 1983 bis 1985 war er Generalsekretär des Städtischen Volkskongresses in Shanghai.
Shi Ping war verheiratet und hatte einen Sohn, Shi Huailin (1935–1987). Sein Enkel ist der Biophysiker Shi Yigong (* 1967). 
Shi Ping lebte zuletzt in Xuhui. In seinen letzten Lebensjahren war er auf einen Rollstuhl angewiesen und einseitig ertaubt. Mit seinem 110. Geburtstag im November 2021 wurde er zum Supercentenarian. Ende 2022 erkrankte er im Alter von 111 Jahren an COVID-19. Er überstand die Krankheit ohne gesundheitliche Folgeschäden und zählte daraufhin zu den weltweit ältesten Personen, die diese Erkrankung überlebten. Ab Juli 2023 war er der älteste Einwohner von Shanghai und gehörte damit auch zu den ältesten in China lebenden Personen. Shi Ping starb am 29. Juni 2024 im Alter von 112 Jahren und 241 Tagen (insgesamt 41.149 Tage). Seit dem Tod von Juan Vicente Pérez Mora am 2. April 2024 war er der älteste lebende Mann weltweit; sein Alter wurde jedoch erst einen Monat nach seinem Tod durch die Gerontology Research Group validiert.